# Julie Anne Stanzak
Julie Anne Stanzak (Charlotte, 21 maggio 1959) è una coreografa, ballerina e insegnante tedesca, dal 1986 interprete storica del Tanztheater Wuppertal di Pina Bausch.

## Biografia

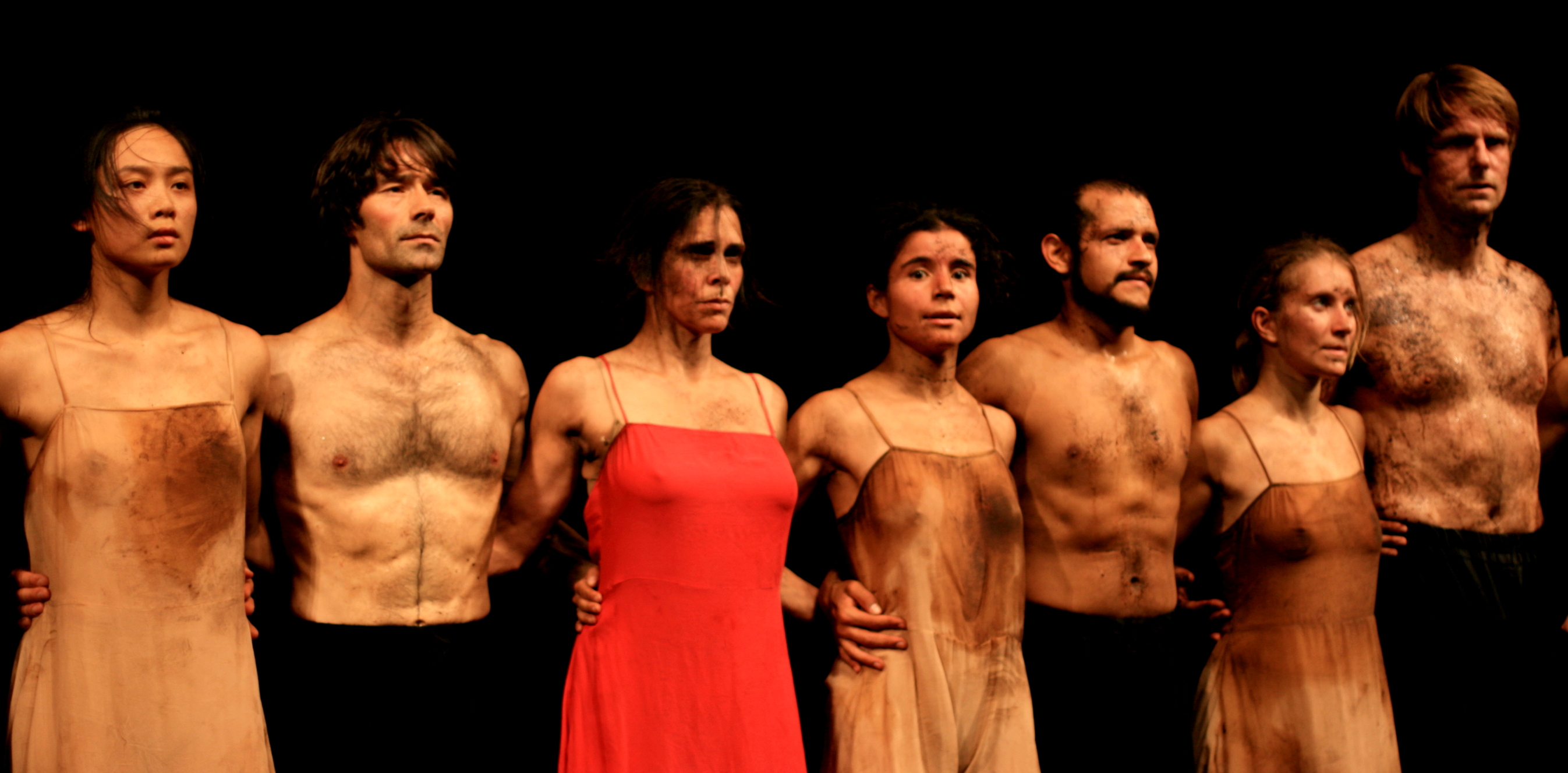
La sagra della primavera (Pina Bausch Tanztheater, Wuppertal)

Julie Anne Stanzak è nata a Charlotte, nella Carolina del Nord ed è cresciuta a New Orleans, una città multiculturale. Nel 1965, quando aveva sei anni, la sua famiglia e gli abitanti della città subirono le devastanti inondazioni causate dell'uragano "Betsy" che si abbatté sulla Louisiana; in seguito avrebbe tuttavia continuato ad amare il Mississippi, e ad assegnare una grande importanza simbolica all'acqua e ai fiumi.
La sua passione per la danza viene stimolata dalla madre, che fin dalla tenera età la porta con sé agli spettacoli dell'American Ballet Theatre di New Orleans; dopo aver visto in televisione un balletto di  Cenerentola del compositore Prokof'ev, nasce la sua passione per quell'arte, concepita come un modo per esprimere la gioia con il proprio corpo: «Mi sembrava di volare: ho sempre voluto provare i movimenti da sola».
All'età di sette anni inizia a prendere lezioni di danza classica; balla e studia danza a Washington, New York e Chicago, seguendo la tradizione dei balletti russi.

L'artista afroamericana Senga Nengudi, con la quale Julie Anne Stanzak ha avviato una collaborazione dal 2019

Dal 1977 al 1979 danza con il Chicago Lyric Opera Ballet sotto la direzione di Maria Tallchief, divenuta la sua mentore. Giunta in Europa per alcune audizioni, dal 1979 al 1985 entra a far parte dell'Het Nationale Ballet (Balletto Nazionale Olandese) diretto dal ballerino e coreografo olandese Rudi van Dantzig. Al Royal Théâtre Carré di Amsterdam assiste alle prove dello spettacolo Walzer di Pina Bausch per l'Holland Festival e ne rimane profondamente colpita: «Ero affascinata. Capii cosa volevo fare nella vita.»
Qualche anno dopo, durante un anno di pausa dall'Het Nationale Ballet, si presenta a New York dalla coreografa tedesca, supera il provino e dal 1986 diventa membro permanente del Tanztheater Wuppertal. Il primo spettacolo a cui prende parte è Viktor, andato in scena a Roma: «Avevo 27 anni, iniziava la mia storia». Da quel momento in poi partecipa a tutti gli spettacoli che rendono celebre la compagnia, fra cui La sagra della primavera, Kontakthof, Palermo Palermo, 1980, Nelken, Vollmond.
Dal 1990 Julie Anne Stanzak dirige vari spettacoli per diverse compagnie e istituzioni di danza e teatro internazionali in Europa, Stati Uniti e Giappone, tiene seminari per ballerini, attori e non professionisti in Italia, Francia e Germania. Dal 1993 si dedica alla realizzazione di spettacoli con persone con disabilità fisiche e mentali, collaborando con la compagnia RambaZamba Theater di Berlino, l'Accademia Arte della diversità-Teatro La Ribalta di Bolzano, la Compagnie L'Oiseau Mouche di Roubaix. Il metodo usato è quello introdotto da Bausch negli anni settanta: porre delle domande agli attori/autori, in questo caso persone diversamente abili, sollecitarli a rispondere con l'improvvisazione e a condividere emozioni e stati d'animo attraverso la fisicità e il movimento.
Nel 2018 presenta in anteprima a Tokyo la performance Biting the Silver of the Moon, the Sun in my Mouth con 8 ballerini giapponesi. Nel 2019 collabora allo spettacolo dell'artista d'avanguardia afroamericana Senga Nengudi, Topologie, svoltosi al Lenbachhaus di Monaco, con una propria performance durante la quale danza con il corpo imprigionato in una rete di collant di nylon, creando una scultura in movimento.
Julie Anne Stanzak è conosciuta anche come attrice per aver preso parte a Die Klage der Kaiserin (1990), Pina (2011, regia di Wim Wenders) e Palermo Palermo - Ein Stück von Pina Bausch (2019)

## Teatrografia

### Spettacoli con Pina Bausch
- 1986: Viktor (riproposto nel 2017)[14]
- 1987: Ahnen
- 1989: Palermo Palermo
- 1991: Tanzabend II
- 1993: Das Stück mit dem Schiff
- 1994: Ein Trauerspiel
- 1995: Danzón
- 1996: Nur Du
- 1997: Der Fensterputzer
- 1998: Masurca Fogo
- 1999: O Dido
- 2000: Wiesenland: Kontakthof (con attori oltre i 65 anni)
- 2001: Água
- 2002: Für die Kinder von Gestern, Heute und Morgen
- 2003: Nefés
- 2004: Ten Chi
- 2005: Rough Cut
- 2006: Vollmond
- 2007: Bamboo Blues
- 2008: Sweet Mambo: Kontakthof
- 2009: … como el musguito en la piedra, ay si, si, si

### Coreografie
- 2007: Alice in the Flights[15], Theater RambaZamba
- 2015: Nessuno sa di noi – Niemand weiß von uns
- 2017: Il ballo (Der Tanz)[16]
- 2018: Appena prima del respiro
- 2018: Personaggi (ispirato a Sei personaggi in cerca d'autore di Pirandello), Compagnie de L'Oiseau Mouche[17]
- 2018: Biting the Silver of the Moon, the Sun in my Mouth (presentato a Tokyo)
- 2019: Ali[18]
- 2019: Performance Piece con l'artista afroamericana Senga Nengudi
- 2022: Nebula (spettacolo per ragazzi)[19]

## Filmografia
- Die Klage der Kaiserin (1990)
- Pina, regia di Wim Wenders (2011)
- Palermo Palermo - Ein Stück von Pina Bausch (2019)